# (6411) Тамага
(6411) Тамага (лат. Tamaga) — астероид, относящийся к группе астероидов пересекающих орбиту Марса, который был открыт 8 октября 1993 года американским астрономом Робертом Макнотом в обсерватории Сайдинг-Спринг и назван в честь одноимённого британского астрономического журнала.
- Орбита астероида Тамага и его положение в Солнечной системе